# Scandinavian Touring Car Cup
Scandinavian Touring Car Cup var en skandinavisk standardvagnscup som endast kördes säsongen 2010. Säsongen bestod av fyra deltävlingar, två i Sverige och två i Danmark. Under dessa fyra tävlingshelger kördes Swedish Touring Car Championship och Danish Touringcar Championship samtidigt och mästerskapspoäng delades ut i alla tre mästerskap. Dels det skandinavisk mästerskapet, men också i det svenska och det danska.
Från säsongen 2011 slogs Swedish Touring Car Championship och Danish Touringcar Championship ihop till ett mästerskap under namnet Scandinavian Touring Car Championship.

## Säsonger
| Säsong | Förarmästare    | Teammästare     |
| ------ | --------------- | --------------- |
| 2010   | Robert Dahlgren | Polestar Racing |